# Heuilley-Cotton
Heuilley-Cotton [œjɛ kɔtɔ̃] ist ein Dorf und eine ehemalige Gemeinde im französischen Département Haute-Marne in der Region Grand Est. Die bisher eigenständige Gemeinde wurde mit Wirkung vom 1. Januar 2016 nach Villegusien-le-Lac eingemeindet, so dass eine Commune nouvelle entstand. 
Nachbarorte von Heuilley-Cotton sind Cohons im Nordwesten, Noidant-Chatenoy im Norden, Le Pailly im Nordosten, Palaiseul im Osten, Heuilley-le-Grand im Südosten, Chassigny im Süden, Villegusien-le-Lac und Longeau-Percey und Verseilles-le-Haut im Westen.

## Bevölkerungsentwicklung
| Jahr      | 1962 | 1968 | 1975 | 1982 | 1990 | 1999 | 2008 | 2015 |
| --------- | ---- | ---- | ---- | ---- | ---- | ---- | ---- | ---- |
| Einwohner | 309  | 269  | 270  | 272  | 307  | 270  | 272  | 299  |

## Sehenswürdigkeiten
- Kirche Saint-Loup, seit 1925 als Monument historique ausgewiesen

## Wirtschaft und Verkehr
Heuilley-Cotton liegt am Canal entre Champagne et Bourgogne (ehemals Canal de la Marne à la Saône), der die Täler der Flüsse Marne und Saône verbindet. Im entsprechenden Abschnitt wurde 1879 mit den Bauarbeiten begonnen, 1895 erreichte das erste Dampfschiff den Hafen des Orts.
Der Ort hatte einen Bahnhof an der Bahnstrecke Is-sur-Tille–Culmont-Chalindrey, der stillgelegt und mittlerweile abgebaut wurde.

Historische Ansichten
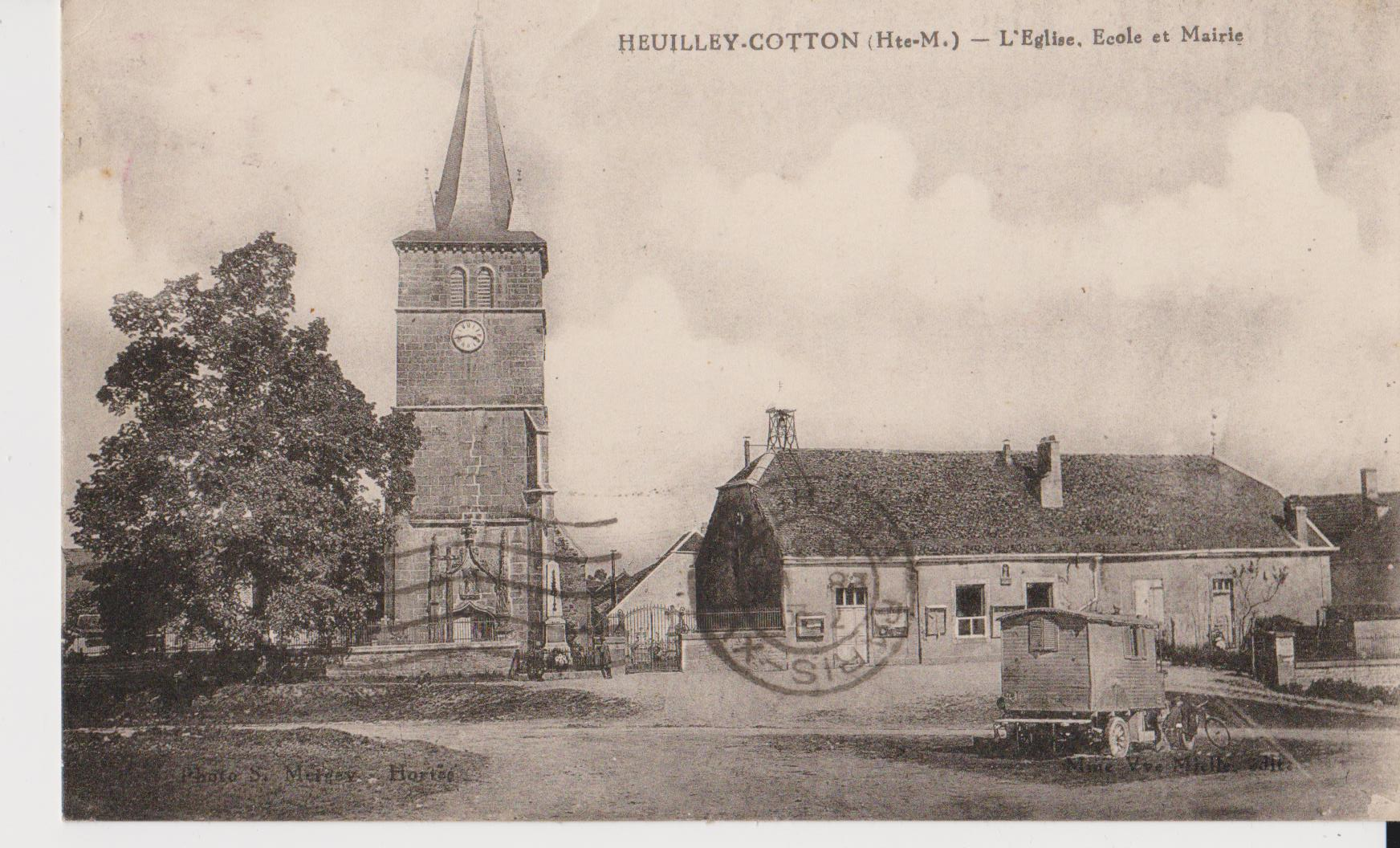
Kirche Saint-Loup, Mairie- und Schulhaus
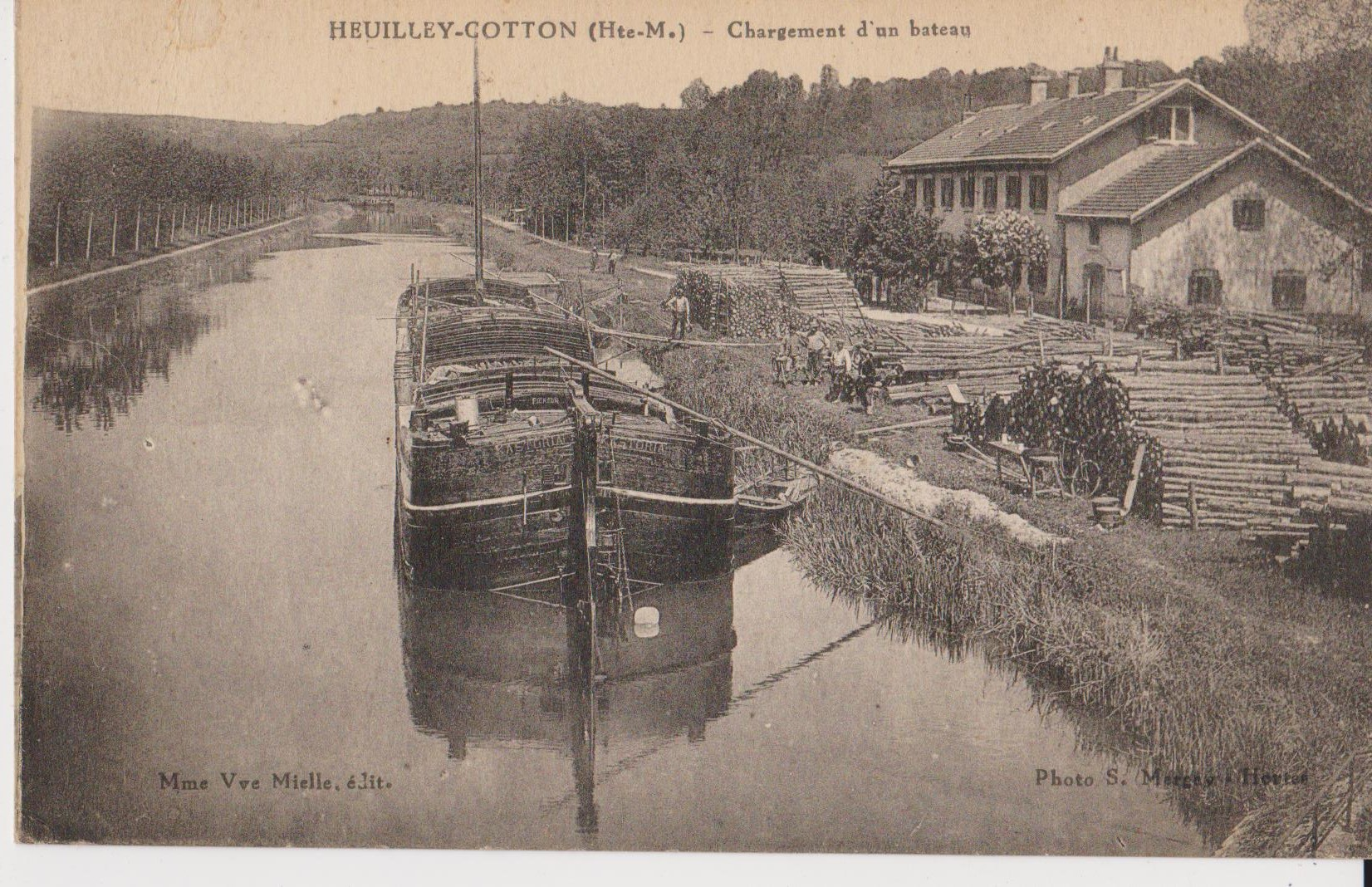
Holzverladung am Canal de la Marne à la Saône
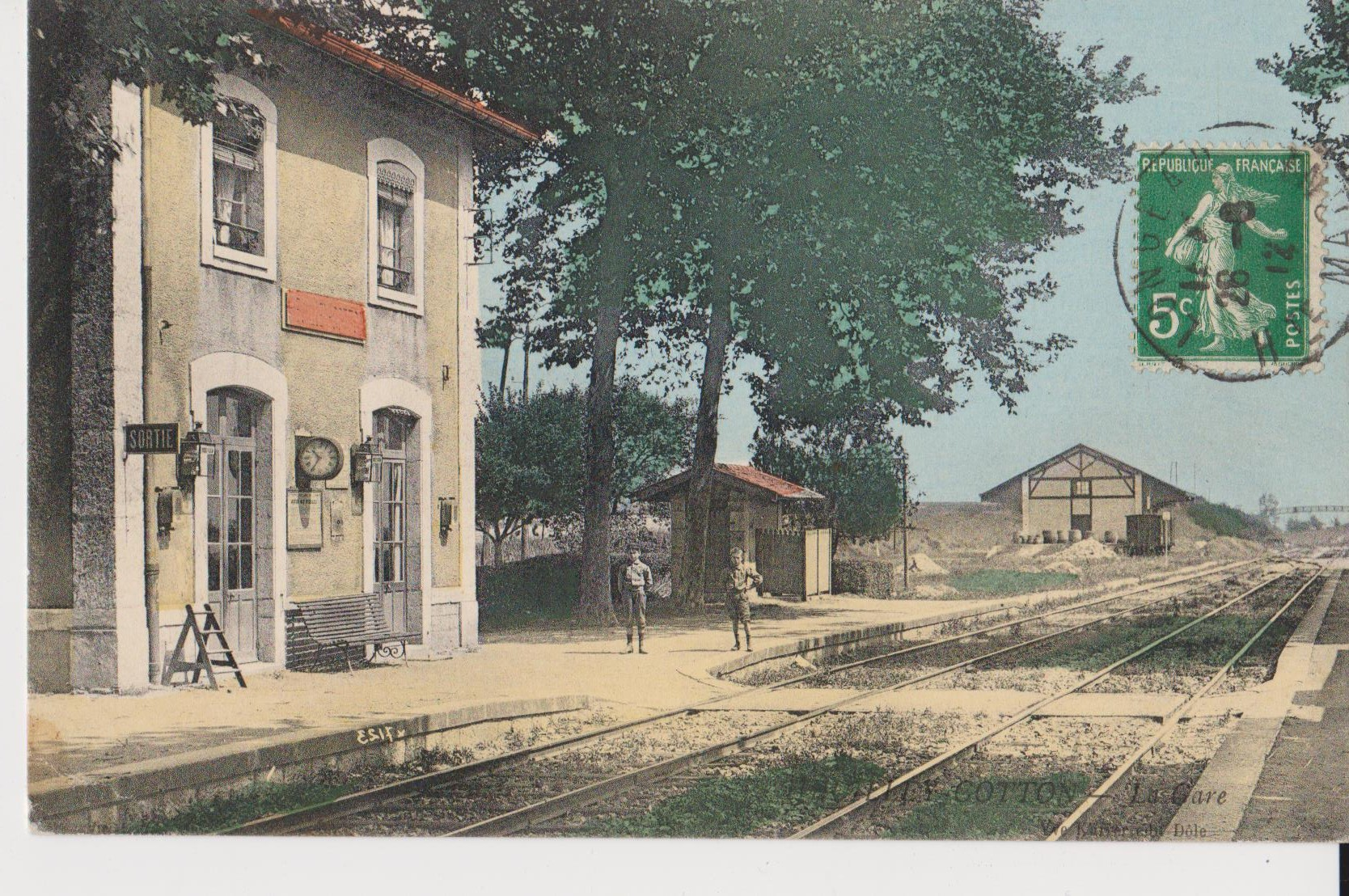
Bahnhof
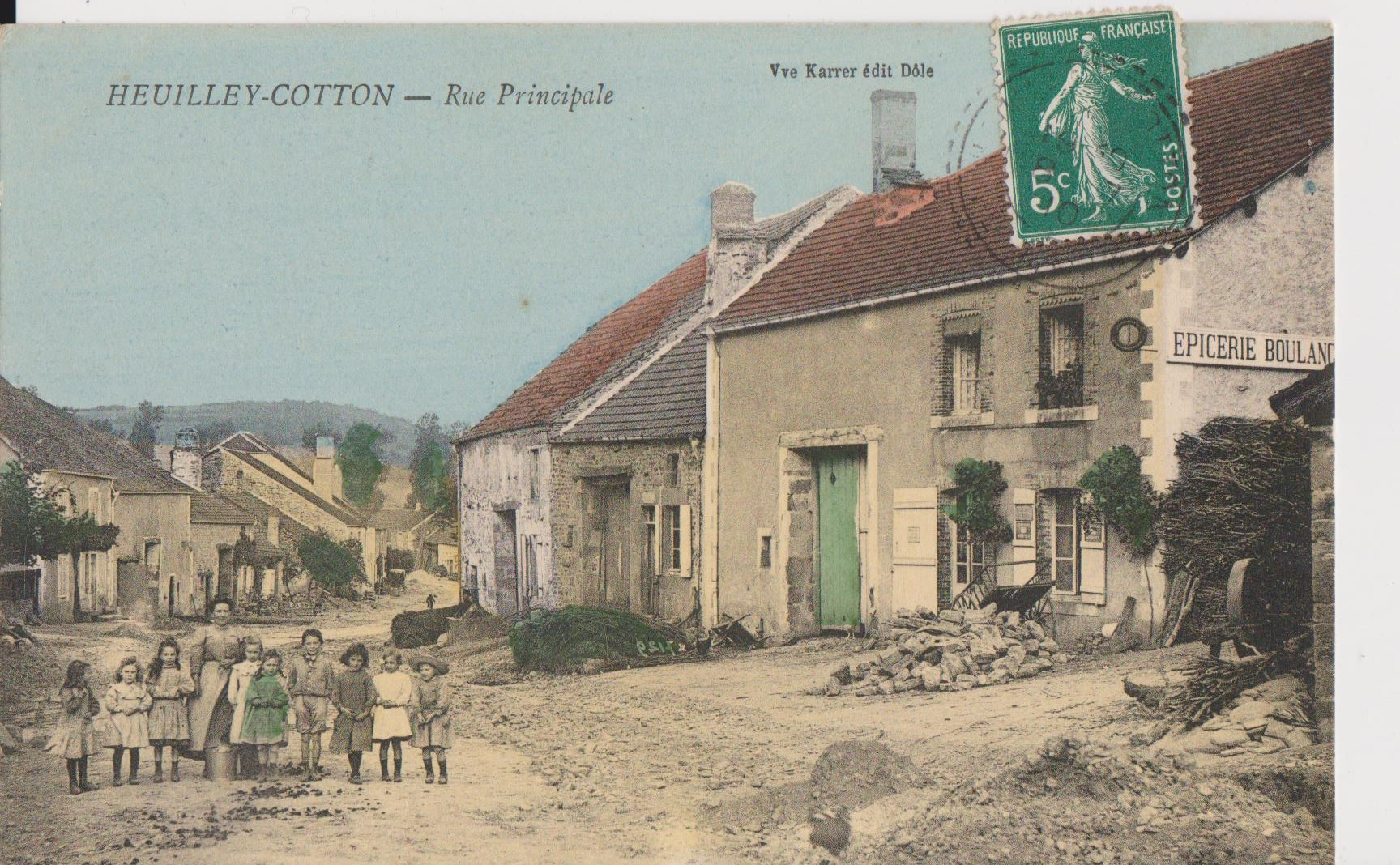
Rue Principale